# 拟光腹弓背蚁
拟光腹弓背蚁（学名：Camponotus pseudoirritans）是蚁科蚁亚科弓背蚁属之下的一个物种 。由王常禄等人于 1989年发现于广东、湖南、四川、云南等地。

## 描述
蚁后体长 14mm左右；头宽于胸部相等；体色分布不均匀；头胸腹呈现深棕色，体表光泽亮；肢体颜色较浅，呈现黄色。
大型工蚁体长 11.8-12.2mm；头部和腹部后半部分呈黑色，个别个体为红褐色；胸部为红褐色；上颚、唇基前端、足部及结节为红色；每一个腹节都围绕着一圈浅黄色窄带。毛发数量适中；中胸和并胸腹节背板的毛发稀疏，前胸背板毛数量变化较大，约为13根至60根左右；结节有对称的6根毛；柔毛被稀疏；头前半部分的刻点粗糙，身体其余部分刻点细。并腹胸和足较光亮，头和后腹部较暗淡；头较大，宽度超过了胸部；唇基较窄，具明显的中脊和突出的中叶；上颚含7个小锯齿，最后一齿很小。并腹胸窄长，背面呈连续的弓形；前胸背板窄，前部呈颈状。结节小，前面略凸，后面平。后腹部窄。
小型工蚁与中型工蚁体长大约为 6.9-8.9mm左右。头小；后半部分较窄，成颈状；唇基具中脊和中叶；上颚6齿；后腹部更窄；足较为细长，其余特征与大型工蚁一样。

## 分布
该物种仅分布在中国大陆地区的四川、云南、湖南、广东、广西、贵州、河南。 一般居住在林边或空地上，多为土栖。该物种有着一定的弹跳能力，在遇到障碍物时并不会绕道而行，而是直接越过去。